# Herminia santerivalis
Herminia santerivalis är en fjärilsart som beskrevs av Ferguson 1982. Herminia santerivalis ingår i släktet Herminia och familjen nattflyn. Inga underarter finns listade i Catalogue of Life.